# 格倫黑德 (紐約州)
格倫黑德（英語：Glen Head）是位於美國紐約州拿騷縣的普查規定居民點。

## 人口
根據2020年美國人口普查的數據，格倫黑德的面積為4.25平方千米，皆為陸地。當地共有人口4837人，而人口密度為每平方千米1,138.12人。